# Michael Leyendecker
Michael Leyendecker, der sich selbst Textor nannte, († wahrscheinlich am 9. November 1636) war ein deutscher römisch-katholischer Geistlicher und der 37. Abt der Abtei Marienstatt. Sein Abbatiat ging nur wenige Monate und ist wohl auf das Jahr 1636 beschränkt.

## Leben und Wirken
Die genauen Lebensdaten sind wie auch Professdatum und Datum der Abtwahl nicht bekannt. Es gibt einen Text über den klösterlichen Hof in Arienheller, der auf den 18. März 1636 datiert ist und von Abt Textor verfasst wurde. Auch wird in einer Abschrift der Marienstatter Tafeln erwähnt. Seine Zeit als Abt wird auf den Tafeln allerdings auf 1637 datiert.
Sein Todesdatum ist unklar, es liegt ein nicht bestätigter Bericht vor, dass er am 9. November 1636 verstarb. Der Abt wurde im ehemaligen Kloster der Zisterzienserinnen in Wallersheim beerdigt. 